# Santiago Ateno
Santiago Ateno är en ort i Mexiko.   Den ligger i kommunen Zontecomatlán de López y Fuentes och delstaten Veracruz, i den sydöstra delen av landet, 170 km nordost om huvudstaden Mexico City. Santiago Ateno ligger 552 meter över havet och antalet invånare är 111.
Terrängen runt Santiago Ateno är lite bergig. Runt Santiago Ateno är det ganska tätbefolkat, med 58 invånare per kvadratkilometer. Närmaste större samhälle är Xochiatipan de Castillo, 11,8 km nordost om Santiago Ateno. I omgivningarna runt Santiago Ateno växer i huvudsak städsegrön lövskog.